# Мерсински университет
Мерсинският университет (на турски: Mersin Üniversitesi) е държавен университет, изграден през 1992 година във вилает Мерсин, Турция. Университетът обучава около 25 000 студенти, има около 1400 души академичен състав и голям брой гостуващи и чужди учени.
Университетът разполага с голям брой изследователски и спортни сгради и съоръжения, намиращи се в центъра на град Мерсин и в други околни населени места като съседния град Тарс. 

## Факултети
- Инженерен факултет
- Факултет по икономика и управление
- Факултет по изкуства и науки
- Факултет по изящни изкуства
- Факултет по водни ресурси
- Фармацевтичен факултет
- Медицински факултет
- Архитектурен факултет
- Факултет по педагогика
- Тарски факултет по техническо образование
- Факултет по комуникации